# 19243 Бантінґ
19243 Бантінґ (19243 Bunting) — астероїд головного поясу, відкритий 10 лютого 1994 року.
Тіссеранів параметр щодо Юпітера — 3,421.